# Baryssinus robertoi
Baryssinus robertoi är en skalbaggsart som beskrevs av Monné och Martins 1976. Baryssinus robertoi ingår i släktet Baryssinus och familjen långhorningar. Inga underarter finns listade.